# حسين أباد لتغاه (مهاجران)
حسین أباد لتغاه (بالفارسية: حسین‌آباد لتگاه) هي مستوطنة تقع في إيران في Lalejin District. يقدر عدد سكانها بـ 991 نسمة .